# Marget Flach
Marget Flach (* 24. November 1987) ist eine deutsche Synchronsprecherin und Schauspielerin.

## Karriere
Von 2010 bis 2013 wurde Flach in München zur staatlich anerkannten Schauspielerin ausgebildet. Unter Katharina Koschny machte sie im Jahr 2018 eine Weiterbildung im Bereich Atem und Stimme außerdem ließ sie im selben Zeitraum bis 2019 ihre Gesangsstimme bei Cornelia Melián ausbilden. Bei Herbert Fischer ließ sie sich in Method Acting ausbilden und machte zudem eine Sprecherausbildung bei Martin Pfisterer. Seitdem ist sie in diversen Filmen und Serien überwiegend in kleineren Rollen zu sehen und zu hören. Hinzu kommen Theaterauftritte, in denen sie auch in Hauptrollen agiert, wie beispielsweise in dem Stück Name: Sophie Scholl im Teamtheater in München, wo sie in einer Doppelrolle als historische Sophie Scholl und als zeitgemäße Sophie Scholl zu sehen war.
Vereinzelt führt Flach auch Synchronregie, so zum Beispiel bei der US-amerikanische Kriminalfilm-Reihe Mit Liebe zum Mord und der Yonkoma-Web-Manga-Animeserie Horimiya sowie dem Spielfilm Phänomena.

## Film & Fernsehen (Auswahl)
- 2012: Ludwig II.
- 2014: Im Labyrinth des Schweigens
- 2016: Lauf Baby
- 2016: Burg Schreckenstein
- 2016: Kommissarin Lucas – Schuldig
- 2016: Kommissarin Lucas – Kreuzweg
- 2016: Lena Fauch – Du sollst nicht töten
- 2017: Polizeiruf 110 – Nachtdienst[4]
- 2017, 2018: Aktenzeichen XY ... ungelöst
- 2018: Kleiderglück (Kurzfilm)
- 2019: Der Komödienstadel – Der Beste für die Besten (Theateraufzeichnung, Bayerischer Rundfunk, gesendet 2020)

## Theaterrollen (Auswahl)
- 2011: Die Allegorie des Umfallens, Schauspiel München, Regie: Hussam Nimr
- 2013: Der Katzelmacher, Schauspiel München, Regie: Torsten Bischof
- 2014: Mirandolina von Carlo Goldoni, Tourneetheater München, Regie: Hartwig Müller
- 2015: Die Physiker, Theater Unterföhring u. a., Regie: Anschi Prott
- 2017–2020: Name: Sophie Scholl, Teamtheater München, Regie: Anschi Prott[5]
- 2018–2021: Hildegard von Bingen – Die Visionärin, theaterlust // Tourneetheater, Regie: Thomas Luft

## Synchronrollen (Auswahl)
- 2013: Der Preis des Todes, Fernsehfilm; diverse Rollen
- 2016: The Killer Inside, Fernsehserie; Rolle der Clementine McDuff
- 2017: Outlander, Fernsehserie; Rolle der Peggy
- 2018: Billionaire Boys Club, Kinofilm; Rolle der Roseanne
- 2019: This is Us – Das ist Leben, Fernsehserie, Rolle der Judie
- 2019: Hatchimals, Serie, Rolle der Willow
- 2020: Disney Amphibia, Fernsehserie, Rolle der Maddie
- 2021: The Great North, Serie, Rolle des Moon Tobin

## Auszeichnungen und Nominierungen
- 2013: nominiert für den Lore-Bronner-Preis
- 2017: Rosenheimer Improcup
- 2018: 2. Platz INTHEGA für und mit Hildegard von Bingen – Die Visionärin
- 2018: Publikumspreis der Heidelberger Theatertage für und mit Name: Sophie Scholl